# Adolf Bernhard Marx

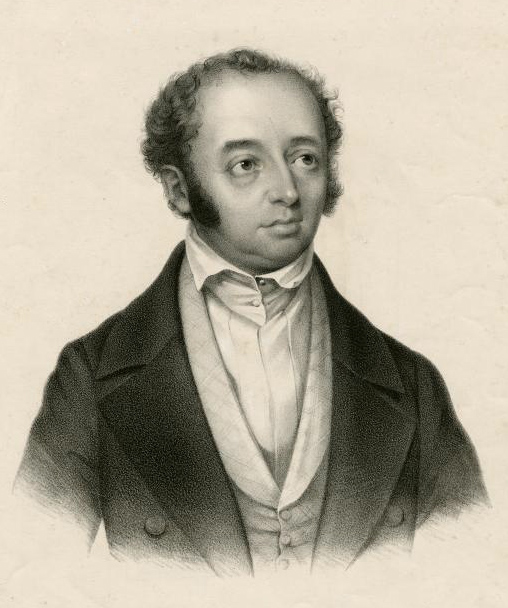
Adolf Bernhard Marx.

Friedrich Heinrich Adolf Bernhard Marx, conocido simplemente como Adolf Bernhard Marx (15 de marzo de 1795, Halle, Alemania-17 de mayo de 1866, Berlín, Alemania), fue un compositor, teórico y crítico musical alemán.

## Biografía
Friedrich Heinrich Adolf Bernhard Marx nació el 15 de marzo de 1795, hijo de un doctor judío de Halle (estado de Sajonia-Anhalt, Alemania), quien, a pesar de ser un miembro de la congregación, era según su hijo un ateo convencido. Marx tuvo los nombre "Samuel Moses" de nacimiento pero fueron cambiaron en su bautismo en 1819.
Comenzó su carrera estudiando leyes en Halle pero también aprendió composición musical allí, donde tuvo como compañero de estudios al compositor Carl Loewe. En 1821 se marchó a Berlín, donde en 1825 Adolf Martin Schlesinger lo designó editor de la revista musical que había fundado, Berliner allgemeine musikalische Zeitung. Las críticas intelectuales de Marx fueron apreciadas por, entre otros, Ludwig van Beethoven, aunque ellas ofendieran a menudo a la clase dirigente berlinesa, incluyendo a Carl Friedrich Zelter.
Marx se convirtió en amigo íntimo de la familia de Felix Mendelssohn, quien estuvo enormemente influenciado por las ideas de Marx acerca de las cualidades representativas de la música (la influencia de Marx en la revisión de la obertura de El sueño de una noche de verano, de 1826, fue destacada por su amigo común Eduard Devrient en sus memorias). Después del redescubrimiento de la Pasión según San Mateo de Johann Sebastian Bach por parte de Mendelssohn en 1829, Marx persuadió a Schlesinger de emprender la publicación de esa obra, haciendo a la obra maestra de Bach accesible para los académicos por primera vez. Sin embargo, cuando Mendelssohn maduró ambos se distanciaron aunque en una ocasión se pusieron de acuerdo para escribir el libreto para un oratorio compuesto por el otro. Mendelssohn escribió un texto sobre Moisés mientras que Marx escribió sobre San Pablo. Sin embargo, el posterior oratorio de Mendelssohn sobre San Pablo fue usado con un texto ampliamente revisado; y cuando Marx pidió a Mendelssohn que interpretara su oratorio sobre Moisés en 1841 en Leipzig, pero Mendelssohn lo rechazó porque tenía una calidad pobre. Acto seguido, el enfurecido Marx  arrojó la cuantiosa correspondencia mantenida con Mendelssohn al río y, por tanto, se perdió para siempre. Moisés fue interpretado finalmente por Franz Liszt en Weimar en 1853.
En 1830 Mendelssohn había recomendado a Marx para el nuevo puesto de profesor de música en la Universidad de Berlín y desde esa época hasta su muerte la principal influencia de Marx fue como escritor y profesor. En 1850 fue uno de los fundadores del Conservatorio Stern. Falleció el 17 de mayo de 1866 en Berlín.

## Obras
Su texto de cuatro volúmenes sobre teoría compositiva, Die Lehre von der musikalischen Komposition, fue uno de los más influyentes del siglo XIX. Demostró un nuevo acercamiento a la pedagogía musical y presentó un sistema lógicamente ordenado de las formas musicales en uso, concluyendo con la forma sonata, que Marx ejemplificó usando las sonatas para piano de Beethoven. Hacia el final de su vida, Marx completó una biografía del compositor. Escribió extensamente acerca de la música de su época y también publicó una autobiografía de dos volúmenes.
- Über Malerei in der Tonkunst: ein Maigruss an die Kunstphilosophien. Berlín, 1826.
- Die Lehre von der musikalischen Komposition, praktisch-theoretisch. Leipzig, 1837/38/45/47.
- Die Musik des neunzehnten Jahrhunderts und ihre Pflege: Methode der Musik. Leipzig, 1855.
- Ludwig van Beethoven: Leben und Schaffen. Berlín, 1859.
- Erinnerungen aus meinem Leben. Berlín, 1865.
- Musical Form in the Age of Beethoven: Selected Writings on Theory and Method. Editado y traducido al inglés por Scott Burnham. Cambridge: Cambridge University Press, 1997.